# Correo Mayor
Correo Mayor es una calle de la Ciudad de México ubicada en su Centro Histórico. 

## Historia
Recibió su nombre actual por el establecimiento el 27 de agosto de 1580 de las oficinas de Martín Olivares, correo mayor de Felipe II, en el número 28 a espaldas del Palacio Virreinal y en el cruce con la calle de Soledad. Por ello, las oficinas de correos permanecerían establecidas en esta locación siendo aún mencionadas por Manuel Orozco y Berra a mediados del siglo XIX. Algunos de los nombres que tuvo sus diferentes tramos en el siglo XIX fueron Indio Triste, Puente del Correo Mayor, Balvanera, Olmedo y Calle de los Migueles. Luis González Obregón recogió el crimen del clérigo Juan Antonio Núñez Vázquez ocurrido en 1791, que las leyendas populares lo situaron en la calle de Olmedo. En el cruce de Correo Mayor y Mesones, en el número 119, ocurrió el 25 de agosto de 1929 el crimen del general Moisés Vidal Corro por su esposa María Teresa Landa —la primera Señorita México— hecho que fue notorio en la época con un tinte moralista y sensacionalista.
En la actualidad Correo Mayor tiene un gran actividad comercial concentrada en la bisutería, joyería, boneterías y ropa infantil.

## Recorrido
La calle de Correo Mayor o del Correo Mayor es una calle con sentido norte-sur que comienza en el cruce de la misma con República de Guatemala, en el extremo norte, y en el cruce de Izazaga con San Jerónimo en su extremo sur. Atraviesa las calles de Moneda, Soledad, Corregidora —tramo en el que está a a espaldas del actual Palacio Nacional— Manzanares, República de Uruguay, República de El Salvador, Mesones y Regina.